# Nikolai Róslavets
Nikolai Andréievitx Róslavets (en rus: Никола́й Андре́евич Ро́славец; Suraj, Governació de Txernigov, Imperi Rus, 4 de gener de 1881 - Moscou, 23 d'agost de 1944) va ser un important compositor modernista ucraïnès d'origen belarús i ucraïnès. Róslavets va ser un pensador modernista i cosmopolita convençut; la seva música va ser suprimida oficialment a partir de 1930.
Entre les seves obres hi ha cinc poemes simfònics (tres d'ells s'han perdut), dos concerts per a violí, cinc quartets de corda, dues sonates per a viola, dues sonates per a violoncel, sis sonates per a violí i cinc trios per a piano.

## Biografia
Hi ha tres autobiografies de Roslavets que difereixen considerablement entre si. En una d'elles, publicada el 1924, el compositor va tergiversar deliberadament la seva biografia per tal d'evitar els atacs de la facció del "Músic Proletari". Hi ha diferents relats sobre el lloc de naixement de Róslavets, alguns indiquen que va néixer a Dushatyn en una família de camperols, mentre que en realitat va néixer el 1881 a la família d'un empleat del ferrocarril (d'origen ucraïnès, segons Detlef Gojowy) que va enviat a Konotop i Kursk, on Róslavets va començar a estudiar violí, piano, teoria de la música i harmonia a les classes musicals d'⁣Arkadi Abaza. El 1902 Roslavets va ser acceptat com a estudiant al Conservatori de Moscou on va estudiar violí amb Jan Hřímalý, composició lliure amb Serguei Vassilenko, contrapunt, fuga i forma musical amb Mikhaïl Ippolítov-Ivànov i Aleksandr Ilinski. Es va graduar el 1912, amb una medalla de plata per la seva cantata Cel i Terra basat en el drama en vers de Byron.

### Futurisme
A la dècada de 1910 les composicions de Róslavets es van publicar a revistes futuristes russes, i artistes futuristes van dissenyar algunes portades per a la seva música. Després de 1917, el compositor es va convertir en una de les figures públiques més destacades de l'"art d'esquerres" a Rússia, juntament amb Arthur Lourié, Kazimir Malèvitx, Vsévolod Meyerhold i altres. Róslavets va ensenyar violí i composició a Ielets, Khàrkiv (aleshores conegut com Kharkov, on va ser director de l'Institut Musical) i Moscou. Va ocupar un càrrec a l'Editorial Estatal, va editar la revista Muzykalnaya Kultura i va ser un dels líders de l'⁣Associació per a la Música Contemporània.

### Musicologia
Com a musicòleg, Róslavets va lluitar per la professionalitat, el millor de la música russa, clàssica occidental i nova; criticant les identificacions vulgars de la música amb la ideologia (exemplificada en el seu article ''Sobre la música pseudoproletària''). Va escriure el primer article rus sobre Pierrot Lunaire d'⁣Arnold Schoenberg. Això va fer que en la dècada de 1920 fos durament atacat pel moviment del "músic proletari", especialment pels representants de l'⁣Associació Russa de Músics Proletaris "RAPM" i el "Prokoll" (Col·lectiu de producció dels estudiants del Conservatori de Moscou). Róslavets va ser acusat de ser un artista "contrarevolucionari" i "burgès", "aliè al proletariat", així com "formalista", un "enemic del poble" i, a finals dels anys vint i principis dels anys trenta, un "trotskista". "sabotejador"; etc.

### Persecucions polítiques
El 1928, la cantata Octubre de Róslavets es va tocar en el concert de Moscou per celebrar el 10è aniversari de la Revolució. L'any 1930 Róslavets va ser acusat de ser un "protector" de l'Associació d'Autors de Moscou que segons el grup "Músic Proletari" fomentava la "música lleugera" i la "difusió de la literatura contrarevolucionària". El "cas Róslavets" va ser liderat per Viktor Bely, Alexandr Davidenko, V. Klemens, Yuri Keldysh, Semion Korev, Zara Levina, Georgi Polyanovsky, Alexey Sergeev i Boris Shekhter. Va provocar una prohibició professional de feina. El 1930 se li va prohibir a Róslavets obtenir un càrrec d'editor polític durant dos anys. Per salvar-li la vida, Róslavets va haver de penedir-se públicament dels seus antics "errors polítics".
Entre 1932 i 1933 va treballar al Teatre Musical de Taixkent, actualment capital d'⁣Uzbekistan. El 1933 el compositor va tornar a Moscou, on es guanyava la vida ensenyant i ocupant feines ocasionals. Víctima de les purgues polítiques, Róslavets no va poder obtenir cap càrrec oficial durant la resta de la seva vida. Róslavets no va ser admès a la Unió de Compositors, sinó que es va convertir en membre del Fons Musical. L'any 1938 s'havien previst mesures punitives contra ell i els antics “músics proletaris” ja havien difós desinformació sobre ell; no obstant això, Róslavets va patir un greu ictus el 1939 i va quedar discapacitat fins a la seva mort després d'un segon ictus el 1944. La seva darrera publicació, una cançó, va aparèixer el 1942.
Està enterrat al cementiri de Vagan'kov a Moscou i ara les autoritats han donat permís per marcar la seva tomba.

## Estil
Mentre encara era estudiant, Róslavets s'havia involucrat en debats artístics vigorosos provocats pel futurisme rus, i estava a prop d'artistes com Kazimir Malèvitx, Aristarkh Lentulov, Vassili Kamenski, David Burlyuk i altres. Profundament influenciat per les obres posteriors d'⁣Aleksandr Skriabin i el seu acord místic, la recerca d'un llenguatge personal de Róslavets va començar no més tard del 1907; el va portar a proposar un "nou sistema d'organització del so" basat en "acords sintètics" que contenen tant el material sonor horitzontal com el vertical d'una obra (un concepte proper al del serialisme de dotze tons de Schoenberg). Després d'un article de Viatxeslav Karatiguin, publicat el febrer de 1915, Róslavets va ser referit a vegades com "el Schönberg rus", però el 1914 Nikolai Miaskovski ja havia subratllat la naturalesa original de l'estil de Róslavets. En un article publicat el 1925, el crític Ievgeni Braudo va assenyalar que això no era més útil que anomenar Schoenberg "el Debussy alemany". Encara que a la dècada de 1920 Róslavets va criticar Skriabin a causa de la seva "sobresimplificació", el "nou sistema d'organització del so" es va inspirar, en primer lloc, en les idees i conceptes de Skriabin, ja que aquests van ser transmesos per Leonid Sabanéiev, un amic íntim de Skriabin i Róslavets.
Tot i que el "nou sistema d'organització del so" regula tota l'⁣escala cromàtica de dotze tons, la majoria dels "acords sintètics" de Róslavets consten de sis a nou tons. A la dècada de 1920 Róslavets va desenvolupar el seu sistema, ampliant-lo per abastar el contrapunt, el ritme i la forma musical alhora que elabora nous principis d'ensenyament. En els romanços anteriors i les composicions instrumentals de cambra de Róslavets, aquests conjunts ja estaven elaborats amb familiaritat amb tonalitat ampliada i atonalitat lliure. Les formes madures d'aquest "nou sistema d'organització del so" són típiques de les peces compostes entre 1913 i 1917, com ara Paisatges tristos (1913), Tres composicions per a veu i piano (1913), Quartet de corda núm. 1 (1913), Quatre composicions per a veu i piano (1913–14), i les Sonates per a piano núms. 1 (1914) i 2 (1916, reconstruïdes per Eduard Babasian), etc.
Després de la revolució bolxevic, Róslavets va fer una important contribució a la "propaganda revolucionària en la música" en composicions com la cantata Octubre (1927) i nombroses cançons. Tanmateix, el seu poema simfònic Komsomoliya (1928), demostra un domini extraordinari, una tècnica compositiva molt complexa i molt moderna, lluny de la simplificació típica de les "obres de propaganda".
A Taixkent, es va dedicar durant un temps a treballar amb material popular, produint entre altres obres el primer ballet uzbek, Pakhta (cotó). Les obres dels seus darrers anys a Moscou mostren una simplificació del seu llenguatge característic per admetre una concepció ampliada de la tonalitat (per exemple en els 24 Preludis per a violí i piano), però segueixen sent altament professionals. Entre les composicions posteriors de Róslavets, la Simfonia de cambra (1934–35) demostra un dels cims del seu "nou sistema d'organització del so" en la seva fase posterior.

## Reputació pòstuma
Després de la mort de Róslavets, el seu apartament va ser saquejat per un grup d'antics "músics proletaris" que van confiscar molts manuscrits. La vídua de Róslavets va aconseguir amagar molts manuscrits; després els va lliurar a TsGALI (Arxiu central estatal de literatura i art, Moscou; ara anomenat RGALI, o arxiu estatal rus de literatura i art). Alguns manuscrits van ser conservats per l'alumne de Róslavets, P. Teplov; ara es troben a l'Estat Central Glinka-Museu de Cultura Musical.
L'any 1967 la neboda del compositor Iefrossinia Róslavets va fer els primers passos per rehabilitar el seu oncle. S'ha comprovat que el compositor mai es va sotmetre a les mesures políticament repressives. Aquest pas important, en el qual la negativa a interpretar les composicions de Roslavets es va justificar pel motiu que Roslavets pertanyia "als enemics dels pobles detinguts", no va millorar la situació. L'obra de Róslavets va ser suprimida. El 1967 l'empleat del Museu Glinka, Georgi Kirkor, va negar a Iefrossinia Róslavets l'accés als materials del museu; Kirkor va declarar que Nikolai Róslavets "és aliè al poble" i va acusar el compositor de "relacions amb el món del sionisme". Aquesta acusació perillosa va ser causada pel fet que Leonid Sabanéiev, un amic íntim de Róslavets, havia promogut la música jueva; l'ASM també havia promogut compositors jueus.
Durant trenta anys, el nom de Róslavets, esborrat dels diccionaris musicals, gairebé no va ser esmentat a la literatura musical soviètica. El seu nom va reaparèixer en un diccionari musical soviètic l'any 1978 en un context negatiu. Típic de l'actitud oficial altament negativa cap a Róslavets eren frases com aquestes: "Róslavets és el nostre enemic", "és un compositor la música del qual no val el paper en què està escrita", "La tomba de Róslavets hauria de ser destruïda".
A Occident, el musicòleg alemany Detlef Gojowy (1934–2008) havia estat promocionant Róslavets. Per les seves activitats Gojowy va ser constantment atacat ideològicament en nom dels funcionaris de la Unió de Compositors Soviètics, en particular personalment per Tikhon Khrénnikov, i la revista "Música Soviètica". Fins al 1989, Gojowy va ser tractat com un "militant anticomunista" i una persona non grata. Les còpies dels seus articles que el periodista va enviar als seus col·legues soviètics van ser confiscades per la duana soviètica; al mateix Gojowy no se li va permetre obtenir un visat soviètic.

### Renaixement
El 27 de desembre de 1980 va tenir lloc un concert al club de música de cambra de Mark Milman; una secció d'aquest concert va estar dedicada a la música de Róslavets. Segons Edisson Deníssov, els dirigents de la Unió de Compositors de la Unió Soviètica van prohibir un concert totalment dedicat al compositor. Després d'haver aparegut la primera publicació sobre el concepte teòric original de Róslavets, basat en materials d'arxiu (Lobanova 1983), la conferència de M. Lobanova sobre el sistema musical-teòric de Róslavets, declarada al programa de la conferència internacional "Musica nel nostro tempo" (Milà) va ser prohibit el 1984: els principals funcionaris de la Unió de Compositors de la Unió Soviètica havien acusat l'investigador de "contactes il·legals amb Occident". Després d'això, es va intentar l'acomiadament de Lobanova del conservatori de Moscou, així com la privació del seu títol científic i dels seus drets per a l'ensenyament; aviat, van intentar utilitzar una aplicació de psiquiatria amb el diagnòstic de dissidència contra Lobanova.
L'any 1989 Iefrossinia Róslavets va demanar a l'organització de compositors de Moscou, que s'acabava de proclamar independent de la Unió de Compositors de la Unió Soviètica de Tikhon Khrénnikov, que reconstruís i publiqués les obres de Róslavets i que restaurés la tomba de Róslavets. El 1990, amb l'ajuda del cap de l'organització de compositors de Moscou, Georgi Dmitriev, la tomba de Róslavets va ser identificada i restaurada. Més tard, la tomba va ser destruïda de nou, i totes les protestes romanen fins ara sense èxit.

## Obres (llista seleccionada)
Escenari
- "Pakhta" (cotó), ballet-pantomima (1931–32)

Vocal
- Cel i terra - misteri de Byron (1912)
- Sobre la mort de la Terra - poema simfònic basat en Jules Laforgue (abans de 1919) - baríton, cor i orquestra; perdut * Octubre, cantata d'après Vasily Alexandrovsky, Vladimir, Kirillov, Sergey Obradovich - mezzosoprano, cor mixt i orquestra (1927)
- Komsomoliya, poema simfònic - cor mixt i orquestra (1928) - ed. per Marina Lobanova; Schott ED 8256 * Ciutat Negra, poema simfònic basat en Alexandre Zharov - baix, cor i orquestra (1929?), perdut * A la mort de Mayakovsky (14 d'abril de 1930) basat en Pimen Panchenko - baix i orquestra (1930)

Per a veu i piano
- 3 Volums ed. de Marina Lobanova de Schott Music International: Schott ED 8435, 8436, 8437

Orquestral
- Simfonia en do menor (1910) — ed. de Marina Lobanova; Kompositor International 51585
- A les hores de la lluna nova, poema simfònic probablement basat en Jules Laforgue (aprox. 1912–13) — reconstruït i ed. de Marina Lobanova; Schott ED 8107
- L'home i el mar — poema simfònic basat en Baudelaire (1921), perdut
- Concert per a violí núm. 1 (1925) — Schott ED 7823 (partitura) (copublicació amb Sov. Kompozitor, 1990); arranjament per a violí i piano fet pel compositor publicat l'any 1927 per Muzykal'nyi Sektor Gosudarstvennovo izd-va (gravat) (ara Schott emet una reducció manuscrita per a violí i piano.)
- Concert per a violí núm. 2 (1936) — ed. de Marina Lobanova; Kompositor International 52700

Música de cambra
- Simfonia de cambra per a 18 intèrprets (1934–35) — ed. per M. Lobanova; Kompositor International 51581
- Nocturn per a arpa, oboè, 2 violes i violoncel (1913) — Schott ED 8129
- 5 quartets de corda:
  - núm. 1 (1913) — publicat ca.1913 per Grosse
  - Núm. 2 (perdut)
  - No 3 (1920) — publicat el 1929
  - Núm. 4 (1939) (partitura incompleta)
  - Núm. 5 (1941) — Schott ED 8128
- 5 Trios amb piano:
  - número 1 (perdut)
  - núm. 2 (1920) — reconstruït i ed. per M. Lobanova; Schott ED 8059
  - No 3 (1921) — publicat el 1925.
  - núm. 4 (1927) — identificat i ed. per M. Lobanova; Schott ED 8036
  - número 5 (perdut)

Violí i piano
- 6 Sonates:
  - núm. 1 (1913)
  - núm. 2 (1917) — reconstruït i ed. per M. Lobanova; Schott ED 8043
  - número 3 (perdut)
  - núm. 4 (1920) — publicat el 1926 (vegeu IMSLP); també disponible com a Schott ED 8044
  - Núm. 5 (1922–23) (perdut)
  - núm. 6 (década de 1930) — identificat i ed. per M. Lobanova; Schott ED 8431
- Trois poèmes: Poéme douloureux, Poème lyrique, Poème (1909–10) — Schott (en preparació)
- Poème lyrique (dècada de 1910) - Schott (en preparació)
- Poème (1915) — Schott ED 8261
- Three Dances (1923) — publicat el 1925
- Set peces en primera posició (dècada de 1930) — Schott VLB 131
- Invenció i nocturn (1935) — Schott (en preparació)
- 24 Preludis (1941–42) — Schott ED 7940

Viola i piano
- Sonata núm. 1 (1926) — reconstruïda i ed. per M. Lobanova; Schott ED 8177
- Sonata núm. 2 (1930) — ed. per M. Lobanova; Schott ED 8178

Violoncel i piano
- Dansa de les noies blanques (1912) — ed. per M. Lobanova; Schott ED 8045
- Meditació (1921)
- Sonata núm. 1 (1921) — publicada el 1924
- Sonata núm. 2 (1921–1922) — ed. per M. Lobanova; Schott ED 8039

Música de piano
- Tres estudis (1914) — publicat el 1914 per Grosse
- Tres composicions (1914) — Schott ED 7907. Publicat per primera vegada el 1915 (edició de l'autor)
- Dues composicions (1915) — Schott ED 7907. Publicat per primera vegada el 1915 (edició de l'autor)
- Preludi (1915) — Schott ED 7907
- 6 Sonates per a piano:
  - núm. 1 (1914) — Publicat per Muzyka, 1990 (editat per Eduard Babasyan)
  - núm. 2 (1916) — reconstruït per Eduard Babasyan; Schott 8391
  - número 3 (perdut)
  - núm. 4 (1923) (perdut)
  - No 5 (1923) — publicat el 1925
  - Núm. 6 (1928) (no complet)
- Berceuse (1919) - Schott (en preparació)
- Danse (1919) — Schott (en preparació)
- Valse (1919) — reconstruït per M. Lobanova; Schott (en preparació)
- Preludi (1919 o 1921) — reconstruït per M. Lobanova; Schott (en preparació)
- Quatre composicions (1919–1921): Preludi (perdut); Poème; Preludi (perdut); Preludi - Schott (en preparació)
- Cinc preludis (1919–22) — Schott ED 7907
- Two Poems (1920) — publicat el 1928 (Muzgiz, edició universal)